# Hilfswerk für die Kinder der Landstrasse
Hilfswerk für die Kinder der Landstrasse (dal tedesco, "Opera assistenziale per i bambini della strada di campagna"), più comunemente Kinder der Landstrasse, è stato un progetto attuato dalla fondazione svizzera Pro Juventute dal 1926 al 1973. Il progetto mirava ad assimilare gli Jenisch itineranti in Svizzera, allontanando con la forza i figli dai loro genitori mettendoli in orfanotrofi o in case famiglia. Circa 590 bambini sono stati vittime di questo programma.

## Storia
Nel 1926, Pro Juventute, con il sostegno delle autorità federali e delle istituzioni ufficiali, avviò un processo sistematico di separazione dei bambini jenisch dalle loro famiglie e di trasferimento in case famiglia, ospedali psichiatrici e persino prigioni. Questa pratica, definita "rieducazione", mirava a stabilire uno stile di vita sedentario tra le famiglie jenisch, in particolare le giovani generazioni. Queste attività continuarono per 47 anni fino a quando furono portate a termine nel 1973, in gran parte a causa del sostegno dei media e della protesta pubblica.
Il Codice civile svizzero del 1912 fu la base giuridica per la separazione forzata di famiglie e bambini. Ha permesso ai funzionari di rimuovere la custodia dai genitori in caso di negligenza o abuso. Tuttavia, la disposizione relativa al controllo delle azioni delle autorità è stata raramente applicata. Il semplice fatto che i bambini appartenessero a una famiglia nomade era considerato una ragione sufficiente per la loro rimozione.
La fondazione ha utilizzato rapporti psichiatrici generici come giustificazione professionale per le loro azioni, garantendo loro il controllo completo sui reparti. Coloro che si occupavano delle decisioni si basavano sulla convinzione infondata che la socializzazione familiare fosse dannosa, classificando le famiglie jenisch come socialmente dannose e intrinsecamente asociali a causa del loro stile di vita nomade. Queste ipotesi erronee erano radicate in nozioni biologiche ereditarie screditate, che consideravano il popolo jenisch come "geneticamente asociale" e una minaccia per la popolazione maggioritaria.
Di conseguenza, la fondazione mirava a rimuovere i bambini dalle famiglie jenisch sia nomadi che sedentarie, indipendentemente dallo stile di vita effettivo dei genitori. Il criterio decisivo per la rimozione dei bambini era la loro affiliazione con un gruppo socialmente emarginato, come stagnini, cestai, affilatori di forbici o mendicanti. In alcuni casi, i bambini sono stati separati dalle loro madri subito dopo la nascita. I bambini sono stati messi in case di cura, occasionalmente con famiglie straniere, così come in ospedali psichiatrici e prigioni. Sono stati anche costretti al lavoro minorile nelle fattorie. I contatti tra bambini e genitori sono stati sistematicamente evitati, e talvolta il termine "reparto di beneficenza" è stato cambiato per nascondere il vero status dei bambini ai loro parenti. L'abuso di minori era giustificato come misura educativa per il lavoro. Gli anni '30 e '40 hanno visto un picco di trasferimenti di bambini, con oltre 200 bambini jenisch sotto il controllo della fondazione.
Figure di spicco che promuovevano l'igiene della popolazione e concetti di igiene razziale sono stati coinvolti in queste pratiche, tra cui lo psichiatra Josef Jörger, noto per i suoi scritti psichiatrici-eugenetici sulla fittizia "famiglia zero", e l'eugenetico tedesco Robert Ritter, autoproclamatosi "esperto degli zingari". Heinrich Haberlin, il Presidente del Consiglio della fondazione Pro Juventute, ha descritto il popolo jenisch come "un punto oscuro nella nostra orgogliosa cultura svizzera" in un opuscolo pubblicato nel 1927, sostenendo la loro eliminazione. Dispensari, insegnanti, pastori e organizzazioni no-profit hanno fornito supporto alla fondazione. Mentre la legislazione prevedeva alcuni limiti, questi limiti sono stati spesso ignorati, portando all'illegalità aperta.
Lo scandalo ha ottenuto l'attenzione internazionale nel 1972 quando i giornalisti del giornale Beobachter indagarono sulla questione sulla base delle informazioni fornite da individui jenisch colpiti. Il 15 aprile 1972, Hans Caprez pubblicò un articolo intitolato Kinder der Landstrasse, che esponeva i fatti e lo sfondo del programma, che colpì circa 590 bambini jenisch in Svizzera.

## Controversie e conseguenze
A seguito di pressioni pubbliche, Pro Juventute sciolse la fondazione nella primavera del 1973. I rimanenti tutori vennero aboliti o trasferiti ad altri casi. Le autorità svizzere, che avevano avviato il progetto 37 anni prima, sono state costrette a fornire una compensazione finanziaria che andava da 2.000 a 7.000 franchi svizzeri per vittima a causa dell'indignazione pubblica. Tuttavia, non fu condotta alcuna azione legale contro i responsabili del progetto, tra cui Alfred Siegfried, Clara Reust, e le autorità responsabili della supervisione del sistema di tutela.
Nel 1975, il popolo jenisch è stato ufficialmente riconosciuto come un gruppo etnico indipendente nel Canton Berna. A partire dagli anni '80, le organizzazioni di auto-aiuto hanno lavorato per aiutare e riabilitare le vittime che soffrivano del trattamento calunnioso, che era giustificato da programmi pseudo-scientifici.
Il trasferimento forzato di bambini da un gruppo nazionale, etnico, razziale o religioso a un altro gruppo con l'intento di sterminare, in tutto o in parte, è considerato genocidio secondo la Convenzione delle Nazioni Unite sul genocidio del 1948. Il diritto penale svizzero, ai sensi dell'articolo 264 del codice penale svizzero, criminalizza in modo analogo gli atti nei confronti delle persone in base alla loro nazionalità, razza, religione o etnia. Recenti ricerche scientifiche sostengono l'idea che il popolo jenisch possa essere classificato come uno dei gruppi protetti dalla convenzione e dal diritto svizzero. Questo tema richiede un'ulteriore discussione pubblica, in particolare in relazione al lavoro minorile in Svizzera.
Nonostante le promesse di ricorso del governo e di una corretta riabilitazione, comprese le scuse del Consiglio federale, tali misure non sono state finora attuate. Solo i pagamenti "di emergenza" a livelli minimi, che vanno da diverse migliaia di franchi svizzeri, sono stati effettuati per le vittime sopravvissute di Kinder der Landstrasse.
La fondazione Naschet Jenische (dal tedesco "Alzati, Jenisch!") è stata fondata nel 1986 per affrontare l'ingiustizia perpetrata contro la popolazione jenisch in Svizzera, specificamente legata al programma Kinder der Landstrasse. Nel 1988, fu istituita una commissione di fondi per supervisionare l'esame dei casi delle persone jenisch colpite, completando il suo lavoro nel 1992. L'Archivio federale svizzero disciplina ora direttamente l'ispezione dei documenti di Pro Juventute. I cittadini jenisch colpiti ricevettero un totale di 11 milioni di franchi svizzeri, e per ogni vittima non più di 20.000 franchi svizzeri. L'obiettivo principale della fondazione è quello di fornire consulenza e supporto alle persone e alle famiglie colpite. Assiste le persone jenisch con questioni personali, familiari e sociali, in particolare nelle loro interazioni con le autorità svizzere. La fondazione facilita anche l'esame dei documenti personali e sostiene la ricerca e la riunificazione delle famiglie. Inoltre, aiuta il popolo jenisch a richiedere assistenza finanziaria da parte di istituzioni pubbliche e private, nonché offre una guida per affrontare le questioni assicurative e fiscali. Pro Juventute finanzia le attività di consulenza della fondazione. Anche la sensibilizzazione del pubblico e l'educazione alla storia e alla situazione attuale del popolo jenisch in Svizzera sono aspetti importanti del lavoro della fondazione.
Nel 2014, l'iniziativa nazionale svizzera Wiedergutmachungsinitiative (dal tedesco "iniziativa di riparazione") ha affrontato tangenzialmente il destino dei cosiddetti Verdingkinder (dal tedesco "lavoratori bambini forzati"), un altro progetto di integrazione che coinvolge gli sfollati che sono stati collocati come manodopera a basso costo nelle fattorie svizzere. Alcuni giovani jenisch colpiti da Kinder der Landstrasse erano tra loro, ma l'obiettivo dell'iniziativa non si estendeva alle loro famiglie.
Il 21 febbraio 2025 la Svizzera ha riconosciuto che questo programma costituisce un crimine contro l'umanità.